# Nagroda Fundacji im. Janiny Paradowskiej i Jerzego Zimowskiego
Nagroda Fundacji im. Janiny Paradowskiej i Jerzego Zimowskiego (do 2017 Nagroda im. Jerzego Zimowskiego) – nagroda przyznawana przez Instytut Spraw Publicznych za działalność społeczną, publicystyczną, badawczą lub inną na rzecz grup społecznych, które znalazły się w sytuacjach nadzwyczajnych, a w szczególności na rzecz migrantów i uchodźców. Patronem przyznawanej od 2008 roku nagrody jest Jerzy Zimowski. Od 2017 opiekę nad nagrodą przejęła Fundacja im. Janiny Paradowskiej i Jerzego Zimowskiego. 
Nagroda ma charakter pieniężny i przyznawana jest raz w roku podczas uroczystej gali. Przykładowo w uroczystości wręczenia nagród za rok 2014 wzięli udział ówcześni premier Donald Tusk, marszałek Sejmu Ewa Kopacz i marszałek Senatu Bogdan Borusewicz, a także byli premierzy Hanna Suchocka i Jan Krzysztof Bielecki, ministrowie obrony Tomasz Siemoniak, spraw wewnętrznych Bartłomiej Sienkiewicz, pracy i polityki społecznej Władysław Kosiniak-Kamysz, a także szef KPRM Jacek Cichocki i rzeczniczka rządu Małgorzata Kidawa-Błońska.

## Kapituła
Nagrody przyznaje kapituła w składzie:
- Stana Buchowska (Fundacja La Strada)
- Aleksandra Chrzanowska
- Wojciech Jagielski
- Mariusz Jakubowski (Gambit Kontrakt)
- prof. Lena Kolarska-Bobińska (Parlament Europejski)
- dr Jacek Kucharczyk (Instytut Spraw Publicznych)
- prof. Wiktor Osiatyński
- Danuta Przywara
- prof. Irena Rzeplińska (Helsińska Fundacja Praw Człowieka)
- Krystyna Starczewska
- Wojciech Wróblewski
- Jacek Kucharczyk, prezes zarządu Instytutu Spraw Publicznych (od 2017)

W przeszłości w kapitule zasiadała także wdowa po Jerzym Zimowskim, dziennikarka Janina Paradowska-Zimowska (Polityka), a także m.in. Anna Rutkiewicz (Rada ds. Uchodźców), Tomasz Sadowski (Fundacja Pomocy Wzajemnej „Barka”) i prof. Krystyna Slany (Uniwersytet Jagielloński).

## Laureaci
Nagroda ma charakter pieniężny, wręczana jest raz do roku na specjalnej uroczystości organizowanej we wrześniu lub październiku. Nagrodę przyznano po raz pierwszy w 2008 roku.
2008
- Małgorzata Gebert z Centrum Pomocy Uchodźcom przy Polskiej Akcji Humanitarnej[3]

2009
- Stana Buchowska z Fundacji „La Strada”[4]

2010
- nadbrygadier Janusz Skulich[5]

2011
- prof. Wiktor Osiatyński, Krystyna Starczewska[6]

2012
- Wojciech Smarzowski, reżyser[7]

2013
- Danuta Przywara z Helsińskiej Fundacji Praw Człowieka[8]

2014
- Grażyna Jagielska (tłumaczka literatury angielskiej, dziennikarka i pisarka) oraz Wojciech Jagielski (dziennikarz i pisarz)[9].

2015
- Aleksandra Chrzanowska ze Stowarzyszenia Interwencji Prawnej i Ewa Ewart, dokumentalistka oraz dziennikarka[10]

2016
- Marina Hulia nauczycielka i działaczka społeczna[11]

2017
- Akcja Demokracja i biskup Tadeusz Pieronek[12]

2018
- prof. Marcin Matczak prawnik konstytucjonalista, Stowarzyszenie Homo Faber i jej prezeska Anna Dąbrowska[13]

2019
- Tomasz Sekielski dziennikarz, Krzysztof Parchimowicz prokurator[14]

2021
- Fundacja Ocalenie, Ewa Siedlecka[15]

2022
- Lubelski Społeczny Komitet Pomocy Ukrainie, Inicjatywa Wolne Sądy[16]